# Frente Patriótica de Salvação Nacional
O Frente Patriótica de Salvação Nacional conhecido pela sigla FREPASNA é um partido político da Guiné-Bissau fundado em 2018 pelo ex-primeiro ministro Baciro Djá.

## História
O FREPASNA foi criado em 2018 por Baciro Djá. Em Março de 2019, em sua primeira exibição eleitoral, obteve 13 926 votos (quarto mais votado) mas não conseguiu obter assentos na Assembleia Nacional Popular. Ainda no mesmo ano o presidente do partido Baciro Djá foi indicado para as eleições presidenciais e conseguiu 1,28% dos votos, sendo eliminado logo no primeiro turno das eleições.